# Härnösands pastorat
Härnösands pastorat är ett pastorat inom Svenska kyrkan. Pastoratet ligger i Härnösands kommun och ingår i Ådalens kontrakt av Härnösands stift. Administrationen ligger i Härnösand. Pastoratet bildades 2018.
Pastoratkod är 100101
Pastoratet innefattar församlingarna:
- Härnösands domkyrkoförsamling
- Hemsö församling
- Häggdångers församling
- Högsjö församling
- Stigsjö församling
- Säbrå församling
- Viksjö församling